# Long Beach Boulevard
Long Beach Boulevard – stacja zielonej linii metra w Los Angeles znajduje się nad Long Beach Boulevard w środkowej części Century Freeway w mieście Lynwood.

## Godziny kursowania
Tramwaje zielonej linii kursują codziennie w godzinach od 5:00 do 0:45

## Połączenia autobusowe

### Linie autobusowe Metro
- Metro Local: 60, 251, 265
- Metro Rapid:760